# 瓦斜乡
瓦斜乡，是中华人民共和国甘肃省庆阳市宁县下辖的一个乡镇级行政单位。

## 行政区划
瓦斜乡下辖以下地区：
东风村、庄科村、刘坳村、瓦斜村、望宁村、塬畔村、永吉村和原沟村。